# William Strutt

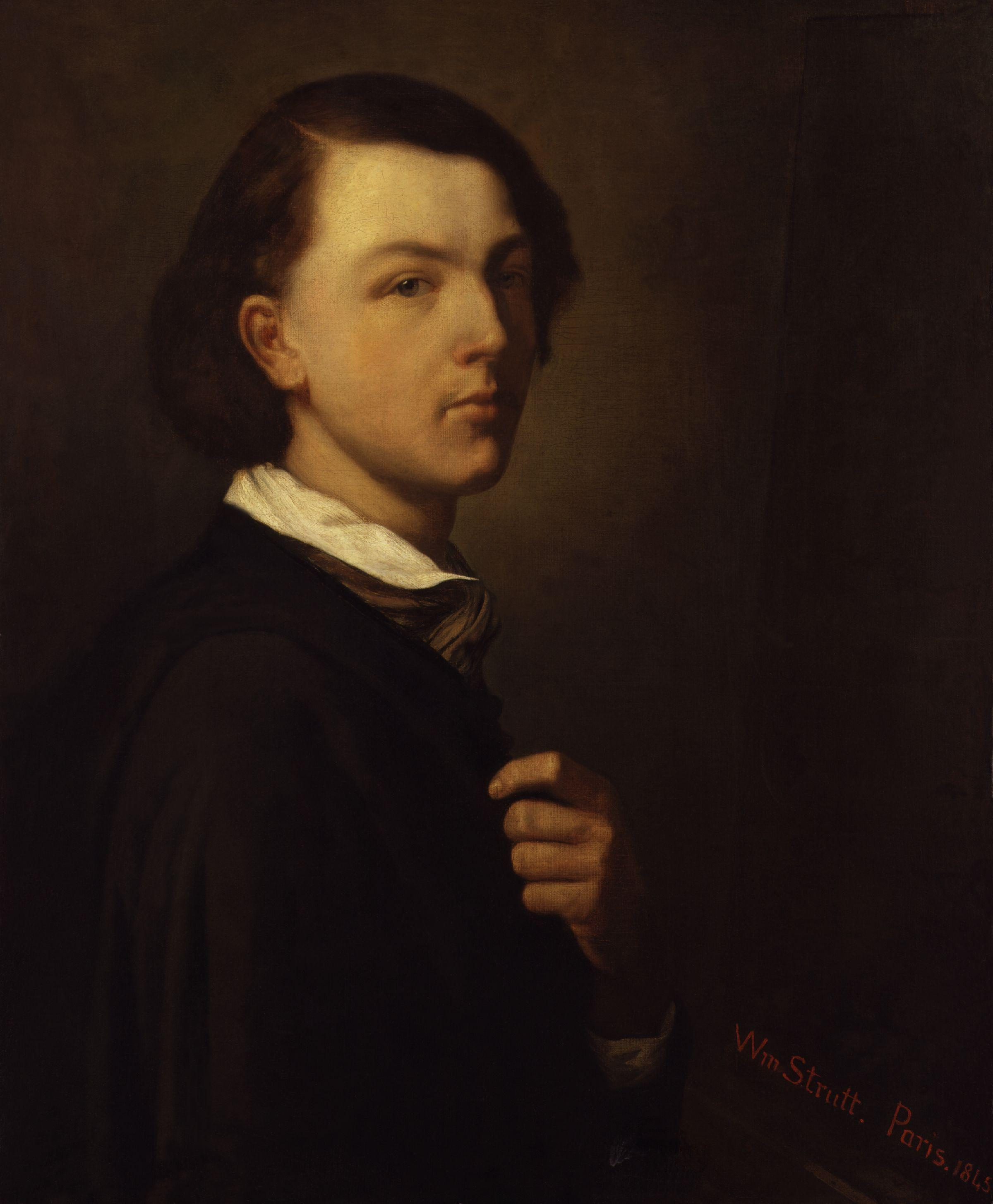
William Strutt. Selbstporträt, 1845

William Strutt (* 3. Juli 1825 in Teignmouth; † 3. Januar 1915 in Wadhurst, East Sussex) war ein englischer Künstler und Maler. Er lebte und wirkte in Australien und widmete sich der Porträt- sowie der Historienmalerei.

## Leben und Wirken
William Strutt wuchs in einer Familie von Künstlern auf, sein Großvater Joseph Strutt war ein Schriftsteller und Maler, sein Vater William Thomas Strutt beschäftigte sich mit der Miniaturmalerei. William Strutt studierte in England und u. a. in Paris. Im Juli 1850 reiste er nach Australien, wo er schließlich auch heiratete. In Melbourne arbeitete er zunächst als Illustrator beim Australian Magazine. Danach arbeitete Strutt, im Zuge des damaligen Goldrausches in Australien, für achtzehn Monate als Goldgräber im Gebiet um Ballarat, hatte dabei aber wenig Erfolg, weshalb er 1853 schließlich wieder nach Melbourne zurückkehrte. Fortan widmete er sich, auch nach der Rückkehr in seine englische Heimat 1862, seinem künstlerischen Werk und machte sich einen Namen in den künstlerischen Kreisen. Der Porträt- und der Historienmaler befasste sich u. a. mit damals aktuellen Themen, so z. B. den Black Thursday Bushfires, den Buschfeuern die im Februar 1851 Australien heimsuchten. Dieses Ereignis führte zu einem der bekanntesten Werke Strutts, dem Öl-Gemälde Black Thursday, February 6th, welches sich heute in der State Library of Victoria befindet. Er hat diverse Gemälde zur Expedition von Burke und Wills angefertigt, weitere Arbeiten haben u. a. bekannte Persönlichkeiten Australiens der damaligen Zeiten zum Motiv. Ein Hauptteil seines Werkes befindet sich heute in der National Library of Australia.

## Galerie

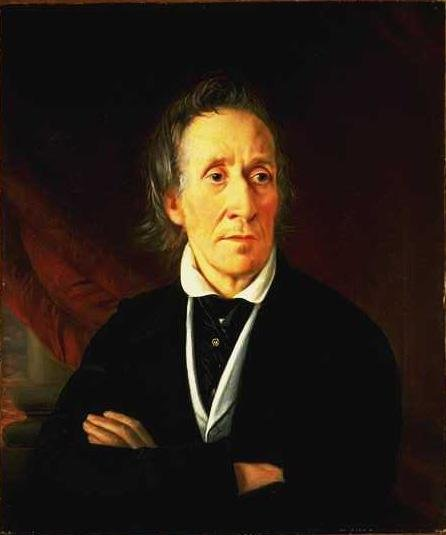
William Strutt, Porträt von John Pascoe Fawkner, 1856, National Library of Australia
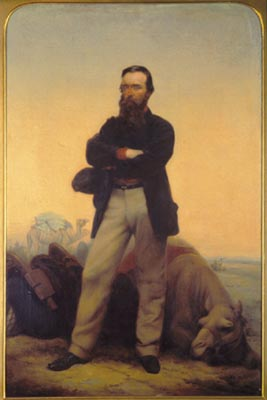
William Strutt, Porträt von Robert O’Hara Burke, 1862

## Sekundärliteratur
- William Strutt, The Australian journal of William Strutt, A.R.A., 1850-1862
- Heather Curnow, The life & art of William Strutt, 1825-1915
- William Strutt, Victoria the golden: scenes, sketches and jottings from nature, 1850-1862
- William Strutt, Cooey, or, The trackers of Glenferry (Canberra: National Library of Australia, 1989).